# Rezerwat przyrody Czerwica
Rezerwat przyrody Czerwica – krajobrazowy rezerwat przyrody położony na terenie Parku Krajobrazowego Pojezierza Iławskiego, w pobliżu Iławy, w województwie warmińsko-mazurskim, nadleśnictwie Susz.
Rezerwat został ustanowiony w 1957 roku na powierzchni 7,42 ha w celu ochrony ze względów naukowych kolonii kormoranów (Phalacrocorax carbo).
Teren rezerwatu obejmuje dwie wyspy oraz półwysep na północno-zachodnim brzegu jeziora Czerwica. Na wyspach na jeziorze i na półwyspie istniała od 1934 roku kolonia kormoranów, a także czapli siwej. W rezerwacie doliczono się najwięcej 28 gniazd na starym pomnikowym buku, który obecnie jest już powalony. Najwięcej gniazd w kolonii tj. 932 było w 1955 roku, z biegiem lat ich liczba spadła do około 200 w roku 2009. Rok później ptaki opuściły teren rezerwatu z nieznanych dotąd przyczyn.
W 2018 roku obszar rezerwatu powiększono do 12,59 ha, zmieniono jego rodzaj z faunistycznego na krajobrazowy, a za cel ochrony przyjęto „ochronę procesów regeneracyjnych zachodzących w opuszczonej kolonii kormorana czarnego”.
Teren rezerwatu pokrywa starodrzew dębu bezszypułkowego, buka, sosny.